# رافاييل إيزكويردو إي غوتيريز
رافاييل إيزكويردو إي غوتيريز هو عسكري وسياسي إسباني، ولد في 1820 في سانتاندير في إسبانيا، وتوفي في 1882 في مدريد في إسبانيا. انتخب Spanish governor of Puerto Rico ‏ وانتخب الحاكم العام في الفلبين ‏ (4 أبريل 1871 – 8 يناير 1873) وانتخب عضو مجلس النواب الإسباني ‏.